# Simone Dallamano
Pour les articles homonymes, voir Dallamano.
Simone Dallamano est un footballeur italien né le 25 novembre 1983 à Brescia.

## Clubs successifs
| année     | club          | pays   | matches | buts |
| --------- | ------------- | ------ | ------- | ---- |
| 2000-2001 | Brescia       | Italie | 0       | 0    |
| 2001-2002 | AC Mantova    | Italie | 29      | 2    |
| 2002-2003 | Prato AC 1908 | Italie | 4       | 0    |
| 2003-2004 | AC Lumezzane  | Italie | 21      | 0    |
| 2004-2005 | Brescia       | Italie | 26      | 0    |
| 2005-2006 | Brescia       | Italie | 16      | 0    |
| 2006-2007 | Brescia       | Italie | 27      | 0    |
| 2007-2008 | Brescia       | Italie | 37      | 5    |
| 2008-2009 | Brescia       | Italie | 21      | 0    |
| 2009-2010 | Brescia       | Italie | 40      | 3    |